# Paolo Antonio Trotti

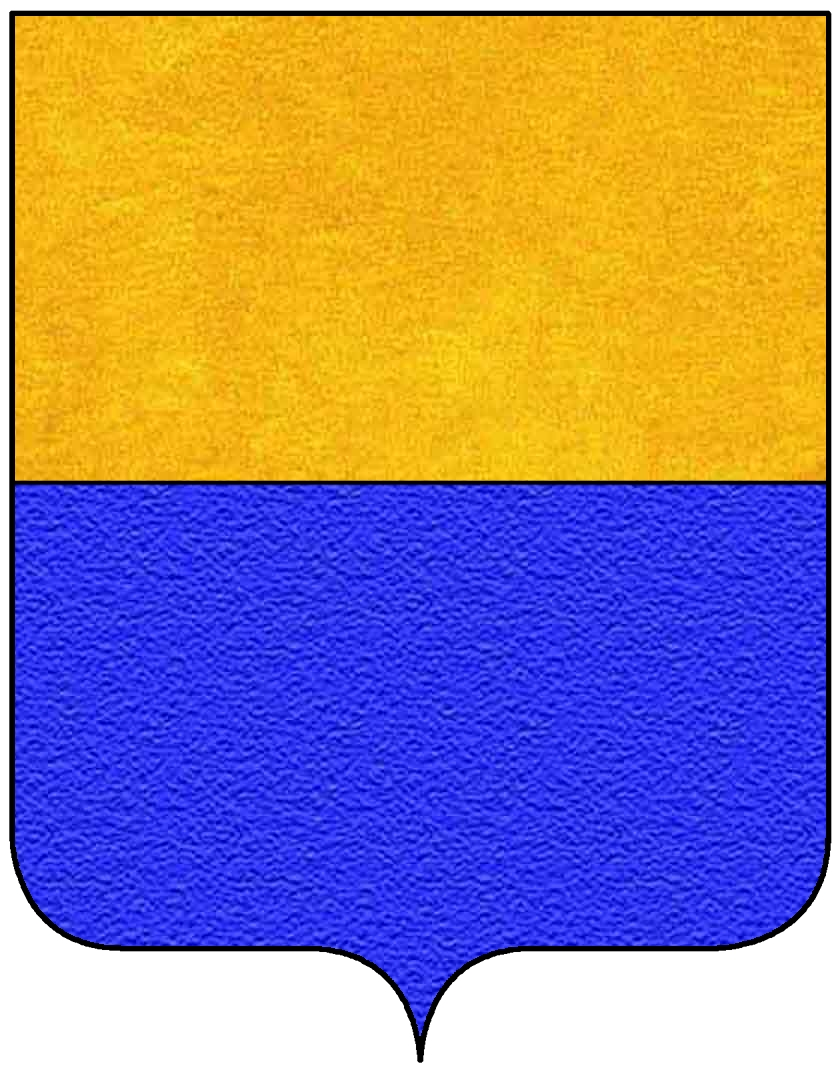
Stemma Trotti

Paolo Antonio Trotti (Ferrara, 1425 ca. – Ferrara, 8 luglio 1487) è stato un nobile e diplomatico italiano.

## Biografia
Era figlio secondogenito di Ludovico Trotti, cittadino di Ferrara della contrada di San Giacomo. Ebbe cinque fratelli: Giacomo, Brandelise e Galeazzo, i quali ricoprirono incarichi d'importanza presso la corte estense, nonché Leonello e Niccolò, che vissero invece in altre città. Il motto della loro famiglia, scritto sulle mura del palazzo, era: Qui non est mecum, contra me est.
Fu primo segretario del duca Ercole d'Este, carica che a quel tempo corrispondeva all'incirca a quella di primo ministro. Venne definito addirittura "più che compagno del duca, cum epso duca".
Stando alle cronache ferraresi, i Trotti al tempo del duca Borso "apena erano cognosciuti et erano poverissimi", ma sotto il successore Ercole I s'accrebbero a tal punto in potere e ricchezze da divenire primi cittadini in Ferrara e da attirarsi addosso gli odi e le gelosie non solo della nobiltà ma perfino del popolo. Furono accusati di ruberie, assassinii, usura e molti altri misfatti, nonché di aver traviato il duca fino ad attirargli addosso l'odio del popolo e di essere stati causa della Guerra del Sale. 
(Ugo Caleffini, Croniche 1471-1494)
In verità Ercole d'Este fu duca sempre amatissimo dai propri sudditi e i Trotti - sui quali ricadeva infatti ogni colpa - gli furono sempre fedelissimi, in ogni momento pronti al sacrificio di sé per la di lui causa;
Il cronista Ugo Caleffini, profondamente ostile ai Trotti, dice di Paolo Antonio che aveva sposato una popolana modenese e senza dote, la quale era stata prima sua fante, ossia serva. Eppure l'amore portato da Paolo Antonio a questa donna, Catellina, fu vivo e sincero, come dimostrano le tenere lettere indirizzate alla duchessa nel periodo in cui, recatosi egli all'accampamento militare in Toscana per devozione al duca, nonostante fosse per nulla pratico in materia militare e anzi uomo alquanto pauroso, le raccomanda la moglie (all'epoca incinta) e ne lamenta la mancanza.
Quando la situazione di guerra divenne insostenibile, la duchessa Eleonora, assunta la reggenza del ducato in nome del marito gravemente ammalato, dovette prendere suo malgrado la decisione di esiliare i Trotti da Ferrara, così da procacciarsi il sostegno del popolo e della nobiltà, ma anche per proteggere Paolo Antonio e i suoi fratelli da sicure ripercussioni. Successivamente, a guerra conclusa, Paolo Antonio poté tornare a Ferrara e nel pristino onore.
Sempre presente al fianco del proprio signore, egli lo lasciò una volta soltanto, l'8 luglio 1487, a causa di una febbre continua: per la prima volta fu il duca Ercole a seguirlo, nel viaggio verso la chiesa di Santo Spirito, dove venne sepolto.

## Discendenza
Paolo Antonio ebbe numerosi figli: tre maschi e due femmine che lasciava eredi, ossia Ercole, Ludovico, Sigismondo, Antonio e Libera, ai quali vanno aggiunti anche Alfonso, Francesco Maria e Costanza, la cui madre è tuttavia ignota. La moglie Catellina era inoltre in attesa di un figlio nell'anno 1478.
Una sua figlia già nel 1482 era stata promessa in sposa ad un figlio bastardo del conte Giovanni Romei, uomo caro al duca e marito di Polissena d'Este.
Un'altra sua figlia, Antonia, nel 1486 contrasse matrimonio con Alfonso Calcagnino, figlio di Teofilo.